# Дузінкевич Мирослав Михайлович
Мирослав Дузінкевич — український художник, живописець, член Національної спілки художників України. Переможець художніх конкурсів, член журі дитячих конкурсів, постійний учасник всеукраїнських виставок та міжнародних пленерів. Працює в галузі станкового живопису. Його роботи знаходяться в Національній академії образотворчого мистецтва і архітектури м. Київ, Івано-Франківському обласному художньому музеї, Національній спілці художників України м. Київ [Архівовано 13 січня 2020 у Wayback Machine.] та в Музеї Гетьманства України [Архівовано 27 січня 2020 у Wayback Machine.] м. Київ.

## Біографія
Мирослав Михайлович Дузінкевич народився 22 серпня 1976 року в селі Грушка Тлумацького району Івано-Франківської області. Його першим учителем малювання був місцевий художник О. М. Волков — прихильник реалістичної школи живопису.

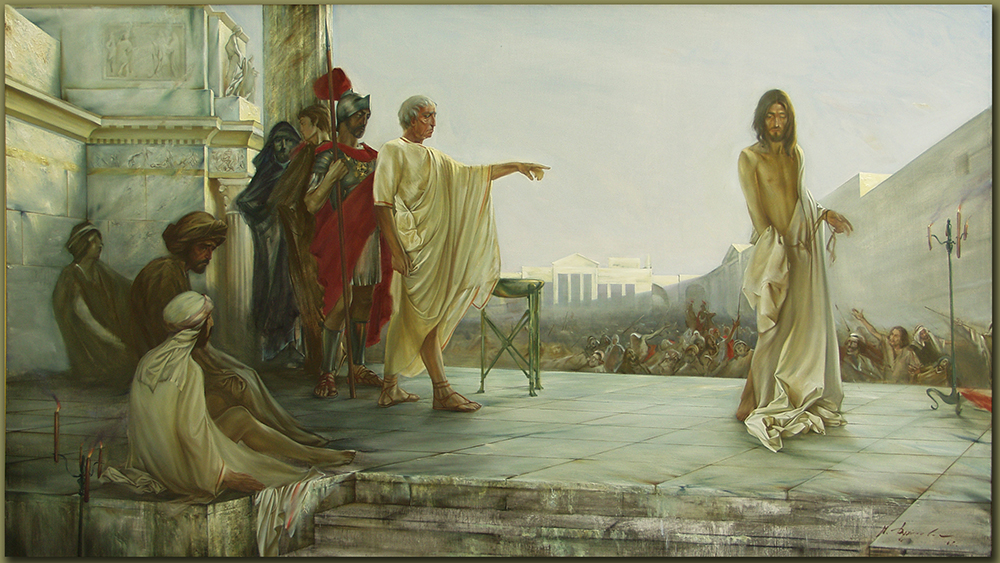
Дипломна робота Мирослава Дузінкевича «Се Чоловік», 2002, полотно, олія

З 1991 року навчався в Державній художній середній школі ім. Т. Г. Шевченка, яку закінчив з відзнакою у 1994.
В 1995 році вступив на факультет живопису Всеросійської академії живопису, скульптури та архітектури.
З 1996 по 2002 навчався в Національній академії образотворчого мистецтва і архітектури на факультеті живопису (керівники майстерні: професори Гуйда М. Є. та Шаталін В. В.). Дипломна робота «Се Чоловік» була визнана Державною екзаменаційною комісією Міністерства культури України кращою дипломною роботою року в галузі академічного живопису,.
В 2002 р. вступив до аспірантури НАОМА, керівник — професор Шаталін В. В..
У 2006 р. став викладачем кафедри дизайну Київського національного університету культури і мистецтв.
З лютого 2008 року є членом Національної Спілки художників України.
Брав участь у всеукраїнських та міжнародних виставках. Твори знаходяться у приватних колекціях України, США, Франції, Канади, Узбекистану та Росії. 

## Творчий стиль
На початку професійного шляху Мирослав відпрацював безліч різножанрових творів в реалістичній манері: портрети, пейзажі, натюрморти і великі (до 3-х метрів завдовжки) полотна на біблійні теми./ Згодом він підготував ряд творів, близьких до символізму, а також повправлявся в оформленні інтер'єрів флористичним і пейзажним живописом, з елементами барочного романтизму. Деякі роботи виконані в дусі імпресіонізму або з його елементами.
Художник зазначає, що має велику повагу до художньої школи кінця XIX століття «Передвижники». Як і більшість представників цього художнього руху, Мирослав багато подорожує по світу, щоб постійно збирати враження.
Відомий український арт-критик Дмитро Корсунь помітив особливості художнього дару Мирослава Дузінкевича «Його картина стає дзеркалом не лише простору, а й особливого існування, яке містить протяжну хронологічність, конденсуючи час. Адже існують і часові аспекти колористичної суті такого живопису. Колір є не просто кольором, коли проявляються його численні переходи, перепади, поєднання, опозиція кольорів; і це справжні метаморфози просвітлення і затемнення».

## Виставки
20 грудня 1998 — 15 січня 1999 р. — виставка «Гуйда і учні», м. Київ, Україна
1999 р. — призер конкурсу малюнка «Приватні заклади в Україні»; учасник Всеукраїнської виставки, присвяченої дню Перемоги
Травень 2001 р. — переможець конкурсу «Київ очима молодих», м. Київ, Україна
Вересень 2002 р. — персональна виставка в Самарканді (Узбекистан) на запрошення мерії міста
Жовтень 2002 р. — виставка, присвячена 85-річчю від дня заснування Академії мистецтв, м. Київ, Україна
Травень-грудень 2003 р. — оформлення станковим живописом залу бібліотеки і мисливського залу в замку м. Лондон, Велика Британія
Травень 2004 р. — Всеукраїнська виставка «Мальовнича Україна», м. Київ, Україна
14—30 Жовтня 2007 р. — Всеукраїнська виставка до Дня художника, м. Київ, Україна
15 червня — 15 липня 2010 р. — Всеукраїнська виставка у м. Івано-Франківськ, Україна
22—28 квітня 2010 р. — Виставка «ІНДПОШИВ», галерея «Митець» [Архівовано 27 січня 2020 у Wayback Machine.], м. Київ, Україна
10—19 червня 2011 р. — Персональна виставка в «Biblioteca R. Benzi», м. Генуя, Італія
09—24 серпня 2012 р. — Міжнародний пленер в м. Братислава, Словаччина
Травень 2013 р. — Міжнародний пленер в м. Сколе, Львівська обл., Україна
Червень 2013 р. — Міжнародний пленер в м. Чернівці, Україна
10—26 жовтня 2014 р. — Всеукраїнська виставка до Дня художника, м. Київ, Україна
Грудень 2014 р. — Виставка живопису «В єдиному просторі: Михайло Гуйда і його учні», м. Київ, Україна
Липень 2015 р. — Всеукраїнська виставка декоративно-прикладного мистецтва, м. Київ, Україна
Червень 2017 р. — Всеукраїнська виставка «Мальовнича Україна», м. Київ, Україна
Серпень 2017 р. — Всеукраїнська виставка до Дня Незалежності, м. Київ, Україна
Травень—червень 2017 р. — Міжнародний пленер в м. Стамбулі, Туреччина
3 липня—31 серпня 2017 р. — Міжнародний пленер в м. Нова Загора, Болгарія
Серпень 2017 р. — Міжнародний пленер в м. Генуї, Італія
22 грудня 2017—14 січня 2018 рр. — Всеукраїнська Різдвяна виставка, м. Київ, Україна
23 лютого — 4 березня 2018 р. — виставка «Всі фарби світу» в Будинку Художника, м. Київ, Україна,
10 — 19 серпня 2018 р. — виставка «Всі фарби світу» в Будинку Художника м. Київ, Україна
02—11 березня 2018 р — Друга Всеукраїнська виставка жіночого портрету, м. Київ, Україна
15—29 березня 2018 р. — персональна виставка «Під краєм неба» в м. Буковель, Україна
20—30 квітня 2018 р. — Всеукраїнський пленер в м. Орявчик, Львівська обл., Україна
04—10 травня 2018 р. — Міжнародний пленер «Вижниця — 2018», м. Вижниця, Чернівецька обл., Україна
15 травня—15 червня 2018 р. — Всеукраїнська виставка «Мальовнича Україна», м. Маріуполь, Україна
11 червня—20 вересня 2019 р. — персональна виставка «Веселі подорожі» в Бібліотеці сімейного читання імені Садріддіна Айні, м. Київ, Україна,
Жовтень 2018 р — Всеукраїнська виставка до Дня художника, м. Київ, Україна
01—10 лютого 2019 р. — виставка, присвячена 50-річчю КОНСХУ [Архівовано 13 січня 2020 у Wayback Machine.], м. Київ, Україна
Квітень—травень 2019 р. — Image Arts and Art Project «ART PROFILE OF KYIV», виставка, м. Київ, Україна
07—11 листопада 2019 р. — International Art Festival Independent Artists Art Fait & Exhibition, One Art Space, New York, USA
04—10 грудня 2019 р. — International Art Alliance, Art Exhibition «Play Your Part», Tenri Japan Culture Center, New York, USA
14 грудня 2019 р.—11 січня 2020 р. — Winter Exhibition at MoRa, Museum of Russian ART, Jersey City
Січень 2020 року — перемога в конкурсі New York Realism, золота медаль.

## Галерея

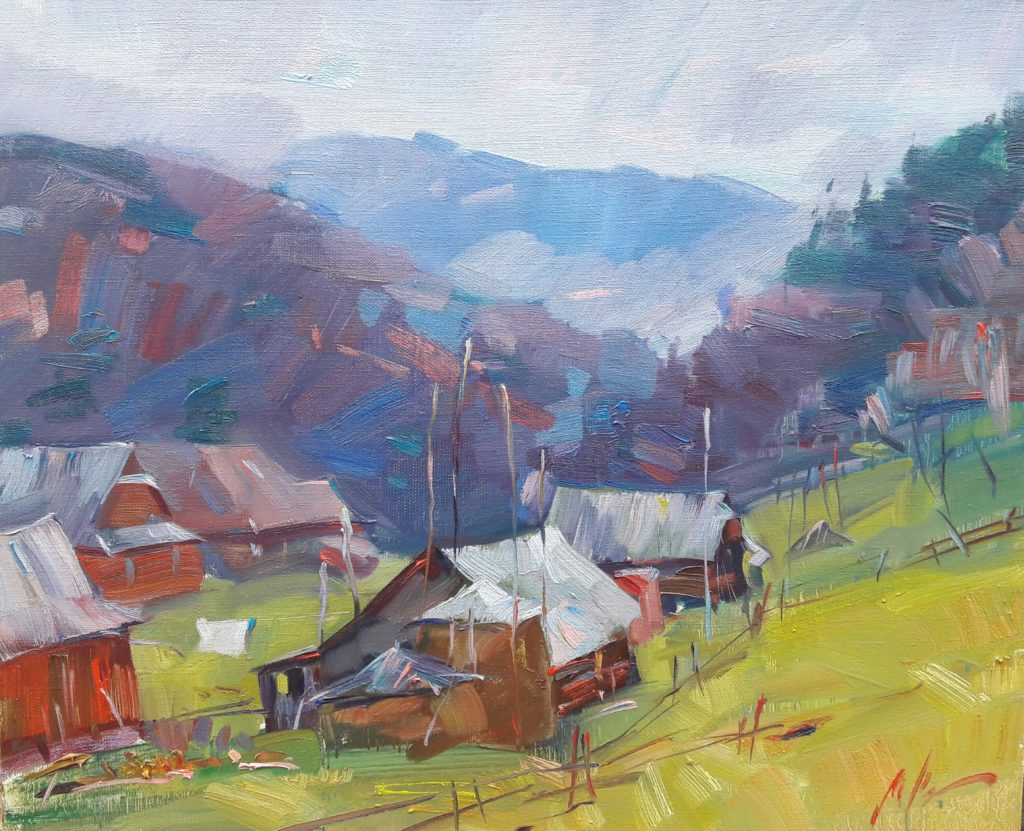
«Карпатське село», 60 х 70 см, полотно, олія
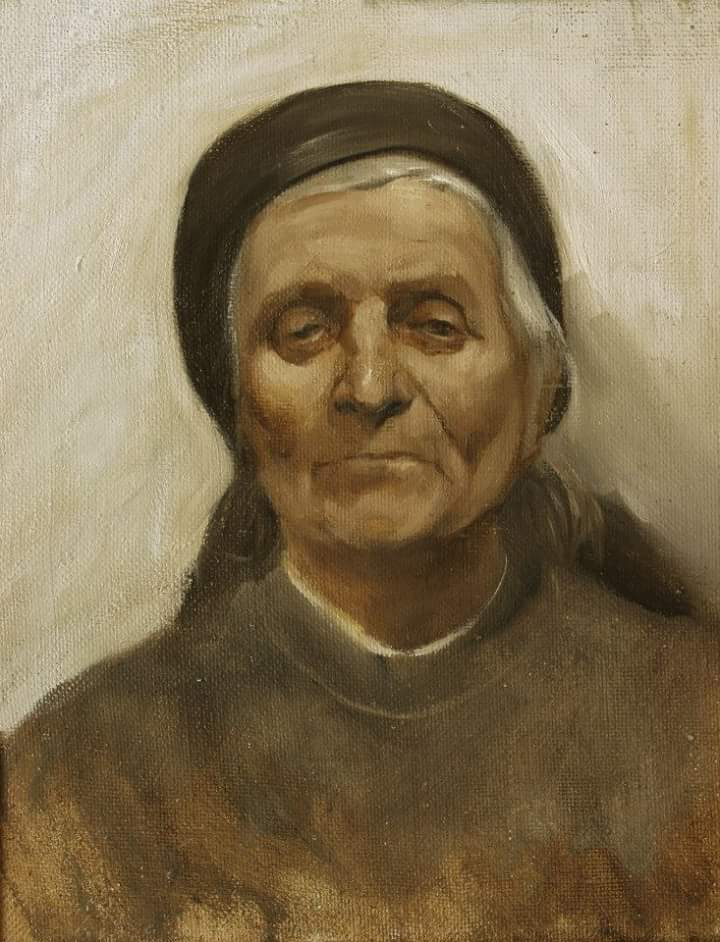
«Портрет бабусі», 50 х 40 см, полотно, олія
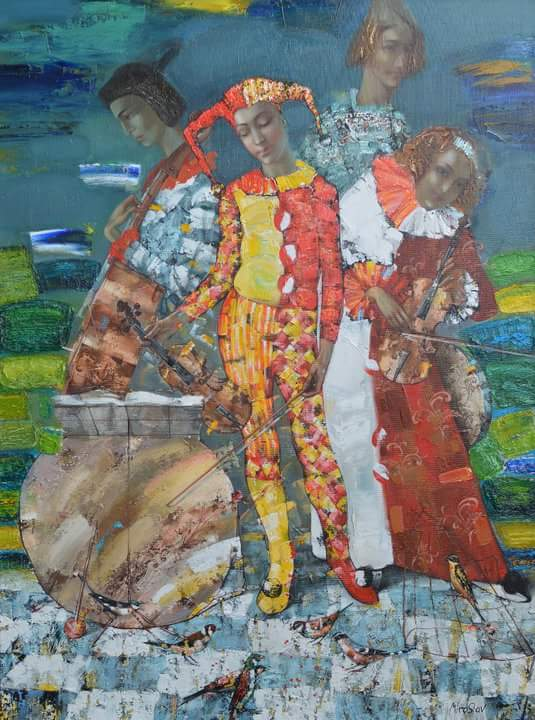
«Квартет», 100 х 80 см,
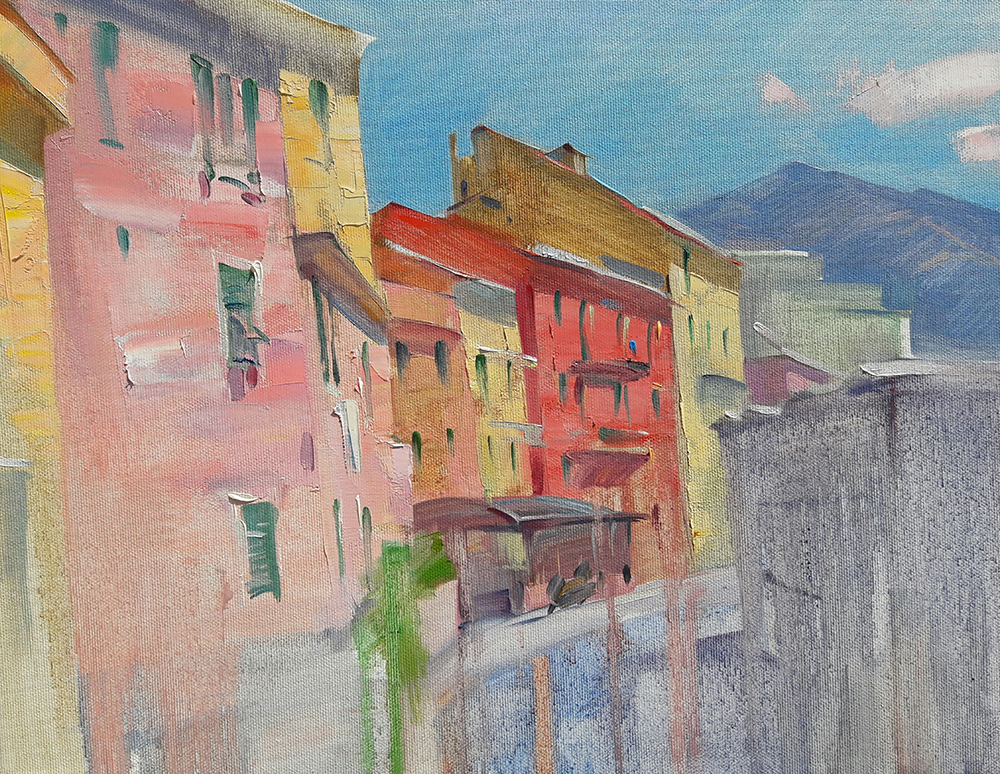
«Генуя», 25 х 45 см, полотно, олія